# برنار رائیس
برنار رائیس (فرانسوی: Bernard Rahis‎; ۱۲ فوریهٔ ۱۹۳۳ – ۱۶ مارس ۲۰۰۸) بازیکن فوتبال اهل فرانسه بود.
از باشگاه‌هایی که در آن بازی کرده‌است می‌توان به باشگاه فوتبال سروت ۱۸۹۰، باشگاه فوتبال لیل، و باشگاه فوتبال نیم المپیک اشاره کرد.
وی همچنین در تیم ملی فوتبال فرانسه بازی کرده‌است.